# La quiero a morir (telenovela)
La quiero a morir es una telenovela colombiana creada por Luis Felipe Salamanca, para Caracol Televisión en 2008. Esta protagonizada por Ana María Trujillo, Mijail Mulkay y las participaciones antagónicas de Ana Soler, Luigi Aycardi, Margarita Ortega, Majida Issa, Victor Hugo Ruiz y Martha Restrepo. Los libretos fueron escritos por Luis Felipe Salamanca, Andrés Huertas, Mauricio Barreto y Sandra Motato.

## Trama
La telenovela comienza con la celebración del aniversario del matrimonio entre Manuela Sáenz (Ana María Trujillo) y Germán Rico (Luigi Aycardi). Los dos llevan viviendo juntos mucho tiempo y tienen dos hijas, Andrea (Margarita Muñoz) y Juliana (Luz del Sol Neisa). Pero Germán tiene una amante en secreto, que resulta ser la mejor amiga de Manuela. Entonces, Germán y su amante deciden escapar mientras se celebra la fiesta y Manuela se encuentra entretenida atendiendo a los invitados. Cuando Manuela se da cuenta de esto, ya es demasiado tarde: Germán las ha abandonado a ella y a sus dos hijas, dejándolas en la ruina, pues tenía algunas deudas y había hechos unas maniobras oscuras con las finanzas de la empresa que dirigía. 
A raíz de todo esto, Manuela se hace cargo por completo de sus hijas y decide rehacer su vida. Entonces conoce a Sansón (Mijail Mulkay), quien ocupa una de las casas que le había comprado a Germán y la cual aun adeudaba, razón por la cual Manuela resulta compartiendo la vivienda con la familia de Sansón. Los dos se enamoran, pero Sansón sostiene una relación con Yuri (Majida Issa), quien hace todo lo posible para retenerlo a su lado y alejarlo de Manuela. 

## Elenco
- Ana María Trujillo como Manuela Sáenz Carreño.
- Mijail Mulkay como Rito Sansón Pulido.
- Majida Issa como Yuri Liliana Consuelo Cepeda Saavedra.
- Luigi Aycardi como Germán Rico.
- Ana Soler como Lucrecia Sáenz Carreño.
- Orlando Lamboglia como Jorge Cortázar Gamboa.
- Margarita Muñoz como Andrea Rico Sáenz.
- Luz del Sol Neisa como Juliana Rico Sáenz.
- Andrés Suárez como Sergio Iragorri.
- Ana María Kamper como Elisa Carreño.
- Fernando Arévalo como Claudio Diaz Granados.
- Catalina Aristizábal como Cecilia Solano Rubiales.
- Yolanda Rayo como Piedad Saavedra (mamá de Yuri).
- Omar García Carrillo como Sebastián Flórez (amigo de Diego).
- Astrid Junguito como Eulalia Pulido.
- Tommy Vásquez como Stalin Pulido.
- Freddy Flórez como Roosevelt "Ross" Pulido.
- Astrid Hernández como Policarpa "Pola" Camacho.
- Vanessa Jaimes como Vanessa Ruiz.
- Cristina Camargo como Verónica Restrepo.
- Victor Hugo Ruiz como Gonzalo Mondragón.
- Margarita Ortega como Viviana Russo de Mondragón.
- Juan Sebastián Caicedo como Camilo Mondragón.
- Robinson Amariz como Diego Mondragón (hermano de Camilo).
- Andrea Martínez como Daniela Hernández.
- Katherine Escobar como Katherine "Cathy" Belalcázar.
- Ángela Vergara como Sonia Bermúdez Peñuelas.
- Martha Restrepo como Catalina Rodríguez Alanís.
- Fernando Lara como Rasquín/Cara de manteca.
- John Caballos como Loko (cobrador de Camilo)
- Gloria Lizalde como Carmen (empleada de Lucrecia).
- Oscar Molina Higgins como Niño Extra.
- Sebastián Sánchez como Felipe Niño Extra.
- Juliana Betancourth como Mónica (amiga de Juliana).